# Rio Câinele
O Rio Câinele é um rio da Romênia afluente do Rio Olăneşti, localizado no distrito de Vâlcea.